# Addison Barger
Addison Barger (Bellevue, Washington, 12 de noviembre de 1999), es un jugador profesional estadounidense de béisbol que se desempeña en la posición de tercera base en Toronto Blue Jays, equipo de las Grandes Ligas de Béisbol (MLB).

## Carrera
En 2024, Barger hizo su debut en la MLB con el equipo Toronto Blue Jays, donde lleva jugando una temporada.